# Limbă scrisă

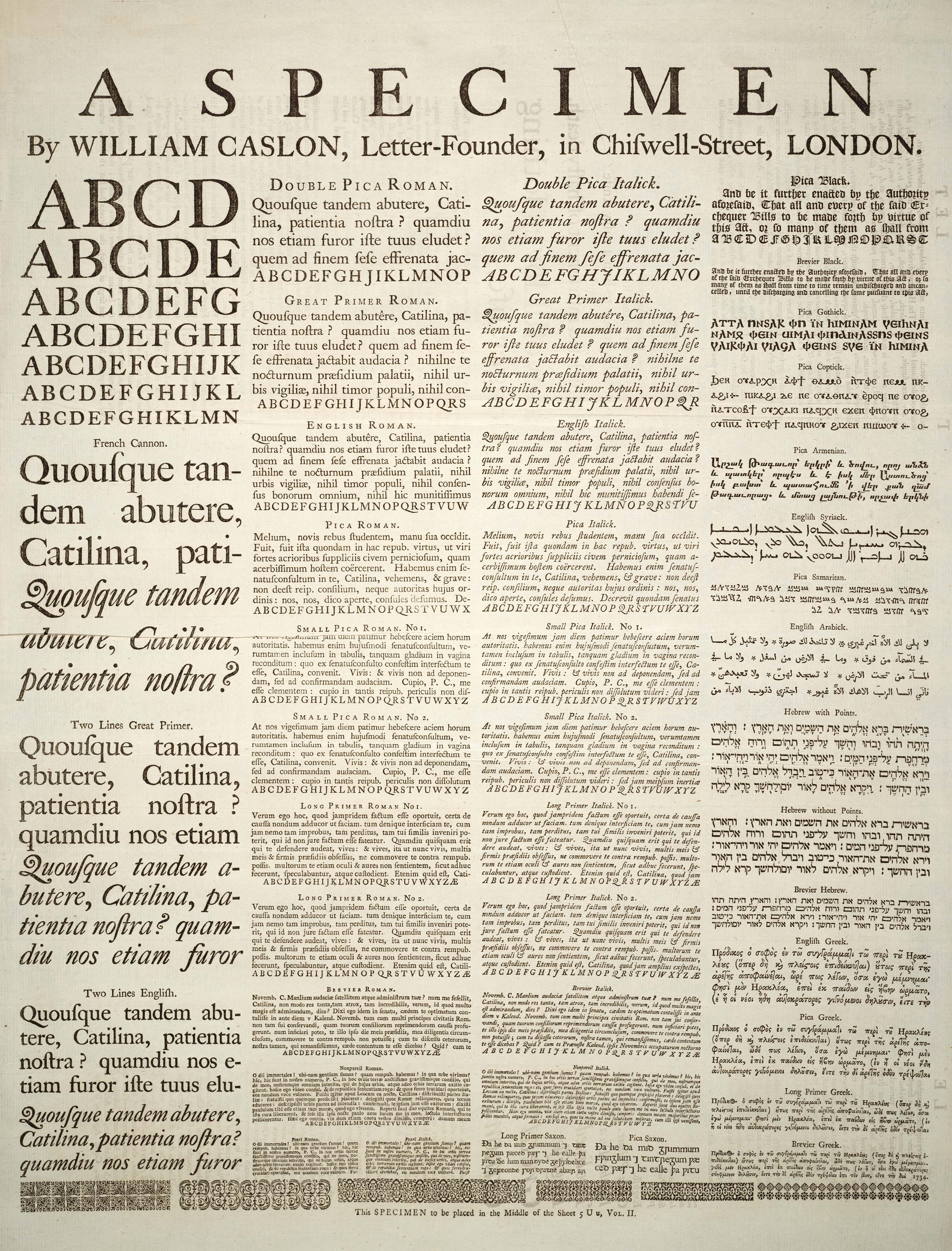
Un exemplar de fonturi și limbi tipărite de William Caslon, fondator de litere; din Ciclopedia 1728

O limbă scrisă este o limbă care are un sistem de scriere. Sistemul de scriere în cauză poate fi bazat pe un alfabet, un silabar, ideograme sau pe un alt tip de notație în scris. Majoritatea limbilor au un sistem de scriere.
O limbă scrisă nu e neapărat să fie și vorbită.